# Petit enfer dans la bibliothèque
Petit enfer dans la bibliothèque (titre original : The Woman Who Died a Lot) est un roman policier mêlant fantastique et science-fiction de l'auteur britannique Jasper Fforde, paru en 2012. C'est le septième tome des aventures de Thursday Next.
La traduction française est publiée à Paris en 2014.